# Шаиновац
Шаиновац је насељено место града Лесковца у Јабланичком округу. Према попису из 2022. било је 203 становника (према попису из 2002. било је 216 становника).

## Географија
Налази се на 10. километру од Лесковца, удаљено пола километра од пута Лесковац—Вучје. Налази се у питомим и природом богатим обронцима брда Лесковачке котлине. Има 60-ак домаћинстава и вероватно је једно од најмањих села на територији града Лесковца. Граничи се са селима Пресечина и Стројковце. Становништво претежно живи од повртарства и воћарства и делом од посла у дрвној индустрији, гравитира ка Вучју и селима Поречја. Обрадиво земљиште је у нижим деловима, поред пута Лесковац—Вучје и крај реке Ветернице. На свега 7 километара се налази планина Кукавица, која је врло богата храством и буковом шумом.
　　　

## Етимологија
По предању село је добило име по Циганину Шаину који се овде први населио.

## Историја
Изнад садашњег села постоји локалитет Селиште. По казивању Спире С. Тошића, из села Шаиновца, старог 78 година (1960), на потесу Селиште било је село које се звало Ново Село. Касније се ово село поместило, то јест спустило на места где је сада, али не под старим именом, већ је добило име Шаиновац.
Шаиновац је био господарско село стројковачког господара Јашара, односно његове кћери Фатиме. Алекса Миладиновић, из Стројковца, тврди да је Шаиновац припадао једном од стројковачких господара, али не Јашара, већ Рашит-беrа, односно Рашит-бегове кћери Фатиме. Пре но што је потчињен, Шаиновац је припадао спахијском лену Дервиш-спахије, чији је чардак био на садашњем плацу Славка Ђокића. И сада постоји на истом месту Дервишов бунар, а кула овог спахије порушена је пред крај прошлог века.
Алекса Миладиновић је казивао да је Рашит-бег као господар једног дела Стројковца и Шаиновца био веома благ. Нарочитом благошћу се одликовала његова кћер Фатима, којој је он уступио Шаиновац као њен читлук. Фатима је као племенита жена била велика заштитница српских девојака и младих жена. У случајевима упада турских силеџија у село Стројковце или Шаиновац, она је прибирала младе Српкиње у свој конак и тако их спасавала од одвођења и насиља необузданих Турака.
Као господарско село, после ослобођења, Шаиновац је плаћао аграрни дуг. Један од Шаиновчана, који није могао да отплаћује доспеле рате овог дуга, био је Стеван Тошић, па му је целокупно имање продато на јавној лицитацији, а купио га је Ћорђе - Дотка Миленковић, из Лесковца.

## Земља
Атар села Шаиновца налази се између атара села Стројковца, Пресечине и Накривња. Земљиште његовог атара се простире делом по побрђу, а делом у алувијалној равни реке Ветернице. Она у побрђу носи називе: Церак, Крушјар-Круче, Старо браниште, Трлиште. Ове су парцеле под шумом. У побрђу су и локалитети: На падину и Над ливаде, где се, као и на Цераку налазе виногради.
У равници су њиве, баште и ливаде и носе назив: Калдрма-Калдрмарке, Спасенке, Мрштанке, Големе њиве, Трнице, Дрењар, Залудњиково-3апис, Мењаци и др.
По казивању Ђopђa C. Петровића старог 69 година (1960), на месту које сада носи назив Мрштанке стигли су Турци једну групу Мрштанчана и ту их посекли. Потес Калдрма добио је име по страром путу Лесковац—Врање који је овуда ишао и на овом месту био калдрмисан.

## Воде
Кроз село Шаиновац протиче Шаиновачки поток који извире из потеса Дедин дол, у атару села Накривња. Овај поток скупља воду из долина које су овде избрале побрђе. Када се топи снег или падну плахе кише, уме силовито да наиђе и тада његово корито не може да задржи сву воду, већ се она излива и плави огромне просторе ливада и њива не само у Шаиновачком пољу, већ низводно све до југоисточне периферије Лесковца. Сем Шаиновачкоr потока, западно од села, поред друма Лесковац—Вучје, тече Бара која има свој аквадукт код места где се сеоски пут за село Шаиновац одваја од главног пута кроз Поречје. Сем тога, цео овај терен има блиске изданске воде, па су чести бунари у селу и пољу за домаћу потребу и наводњавање башта у току лета. Даље на западу од Баре, недалеко од главног пута, тече и река Ветерница до које допиру њиве Шаиновчана.

## Демографија
У насељу Шаиновац живи 179 пунолетних становника, а просечна старост становништва износи 42,9 година (39,3 код мушкараца и 47,6 код жена). У насељу има 60 домаћинстава, а просечан број чланова по домаћинству је 3,60.
Ово насеље је у потпуности насељено Србима (према попису из 2002. године), а у последња три пописа, примећен је пад у броју становника.
|  |

| Демографија | Демографија | Демографија |
| Година      | Становника  | Становника  |
| ----------- | ----------- | ----------- |
| 1948.       | 220         |             |
| 1953.       | 222         |             |
| 1961.       | 224         |             |
| 1971.       | 244         |             |
| 1981.       | 275         |             |
| 1991.       | 256         | 246         |
| 2002.       | 216         | 228         |
| 2011.       | 210         |             |
| 2022.       | 203         |             |

| Етнички састав према попису из 2002.‍ | Етнички састав према попису из 2002.‍ | Етнички састав према попису из 2002.‍ | Етнички састав према попису из 2002.‍ | Етнички састав према попису из 2002.‍ |
| ------------------------------------ | ------------------------------------ | ------------------------------------ | ------------------------------------ | ------------------------------------ |
|                                      |                                      |                                      |                                      |                                      |
| Срби                                 | Срби                                 |                                      | 216                                  | 100,0%                               |
| непознато                            | непознато                            |                                      | 0                                    | 0,0%                                 |

| Година пописа     | 1948. | 1953. | 1961. | 1971. | 1981. | 1991. | 2002. |
| ----------------- | ----- | ----- | ----- | ----- | ----- | ----- | ----- |
| Број домаћинстава | 35    | 38    | 42    | 50    | 60    | 62    | 60    |

| Број чланова      | 1 | 2  | 3  | 4 | 5 | 6 | 7 | 8 | 9 | 10 и више | Просек |
| ----------------- | - | -- | -- | - | - | - | - | - | - | --------- | ------ |
| Број домаћинстава | 6 | 11 | 17 | 9 | 7 | 8 | 1 | 0 | 0 | 1         | 3,60   |

| Пол    | Укупно | Неожењен/Неудата | Ожењен/Удата | Удовац/Удовица | Разведен/Разведена | Непознато |
| ------ | ------ | ---------------- | ------------ | -------------- | ------------------ | --------- |
| Мушки  | 100    | 28               | 61           | 9              | 2                  | 0         |
| Женски | 90     | 10               | 60           | 13             | 7                  | 0         |
| УКУПНО | 190    | 38               | 121          | 22             | 9                  | 0         |

| Пол    | Укупно                    | Пољопривреда, лов и шумарство | Рибарство                            | Вађење руде и камена | Прерађивачка индустрија       |
| ------ | ------------------------- | ----------------------------- | ------------------------------------ | -------------------- | ----------------------------- |
| Мушки  | 34                        | 8                             | 0                                    | 0                    | 12                            |
| Женски | 15                        | 7                             | 0                                    | 0                    | 7                             |
| УКУПНО | 49                        | 15                            | 0                                    | 0                    | 19                            |
| Пол    | Производња и снабдевање   | Грађевинарство                | Трговина                             | Хотели и ресторани   | Саобраћај, складиштење и везе |
| Мушки  | 2                         | 3                             | 1                                    | 0                    | 3                             |
| Женски | 0                         | 0                             | 0                                    | 0                    | 0                             |
| УКУПНО | 2                         | 3                             | 1                                    | 0                    | 3                             |
| Пол    | Финансијско посредовање   | Некретнине                    | Државна управа и одбрана             | Образовање           | Здравствени и социјални рад   |
| Мушки  | 0                         | 0                             | 1                                    | 0                    | 1                             |
| Женски | 0                         | 0                             | 0                                    | 0                    | 1                             |
| УКУПНО | 0                         | 0                             | 1                                    | 0                    | 2                             |
| Пол    | Остале услужне активности | Приватна домаћинства          | Екстериторијалне организације и тела | Непознато            | Непознато                     |
| Мушки  | 0                         | 0                             | 0                                    | 3                    | 3                             |
| Женски | 0                         | 0                             | 0                                    | 0                    | 0                             |
| УКУПНО | 0                         | 0                             | 0                                    | 3                    | 3                             |